# Baza (architektura)

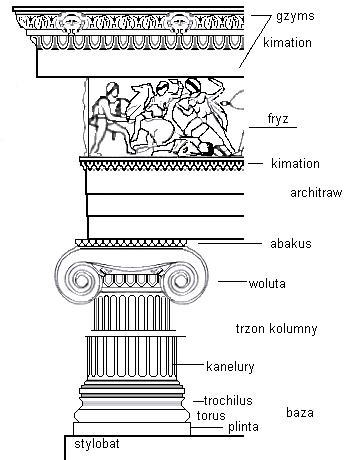
Schemat porządku jońskiego

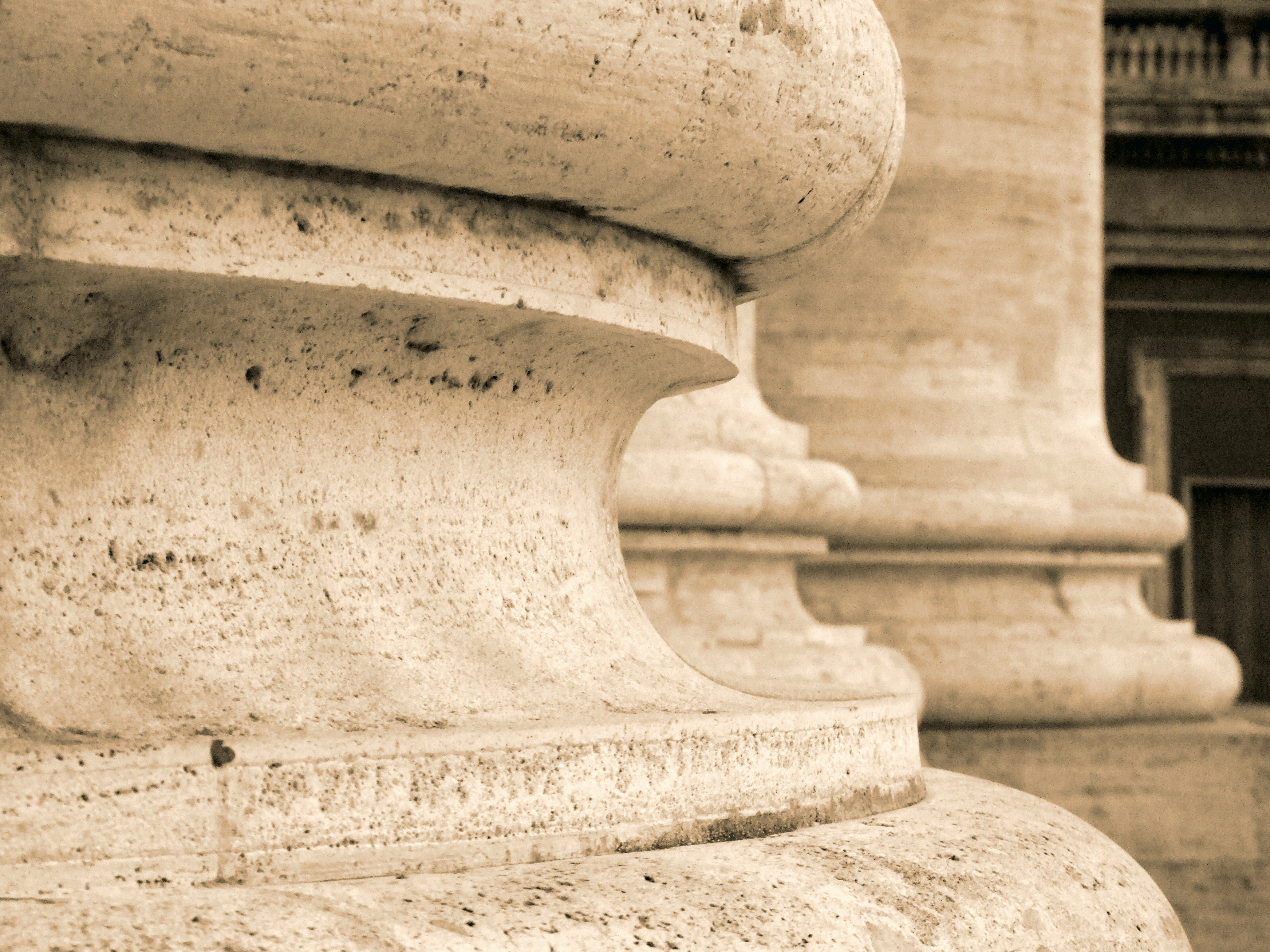
Baza kolumny

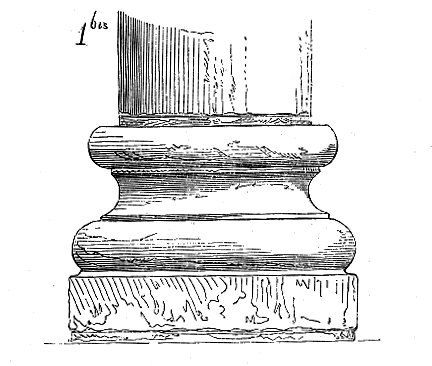
Klasyczna baza

Baza – dolna część, podstawa kolumny, pilastra lub filaru stosowana w porządkach architektonicznych. W starożytności nie występowała tylko w porządku doryckim, w którym trzon kolumny spoczywał bezpośrednio na stylobacie.
Klasyczną bazę tworzy płyta otoczona wyprofilowanymi, kamiennymi wałkami zwanymi torusami, które były rozdzielone trochilusem (wklęską).
Dolny torus był z reguły większy.
Zazwyczaj baza leżała na niewielkiej kamiennej płycie – plincie.
Terminem baza określa się także inne kombinacje tych elementów.
W architekturze romańskiej baza była zdobiona narożnymi motywami o formach geometrycznych, roślinnych lub zwierzęcych, które zwano szponami bądź żabkami.
Bazą zwano też postument (cokół), na którym umieszczano różne dzieła sztuki (np.rzeźby).